# Liste der Kulturdenkmale in Beerendorf
In der Liste der Kulturdenkmale in Beerendorf sind die Kulturdenkmale des Delitzscher Ortsteils Beerendorf verzeichnet, die bis April 2020 vom Landesamt für Denkmalpflege Sachsen erfasst wurden (ohne archäologische Kulturdenkmale). Die Anmerkungen sind zu beachten.
Diese Aufzählung ist eine Teilmenge der Liste der Kulturdenkmale in Delitzsch.

## Beerendorf
| Bild                                    | Bezeichnung                                                                   | Lage                          | Datierung                                                          | Beschreibung | ID       |
| --------------------------------------- | ----------------------------------------------------------------------------- | ----------------------------- | ------------------------------------------------------------------ | --- | -------- |
| Direkt Bild zu diesem Denkmal hochladen | Rittergutspark Beerendorf (Gartendenkmal)                                     | Am Ellerbusch (Karte)         | 1. Hälfte 19. Jahrhundert                                          | Erhaltener Bestandteil des ehemaligen Rittergutes, von ortsgeschichtlicher und gartenkünstlerischer Bedeutung. Gutspark besteht aus zum Teil hochstämmigen Bäumen, Anlage in Form eines englischen Landschaftsparks mit Aussichtshügel. | 09256630 |
|                                         | Ehemaliges Spritzenhaus, heute Bushaltestelle                                 | Beerendorfer Anger (Karte)    | Ende 19. Jahrhundert und später                                    | Putzbau mit Fachwerkgiebel, in markanter Lage, ortsgeschichtlich von Bedeutung. Kleiner Bau an der Friedhofsmauer mit Satteldach, Giebelseite verbrettertes Sichtfachwerk, Umgestaltung als Wartehäuschen für Bus, später neu verputzt, Eingangsbereich verändert. | 09259639 |
| Weitere Bilder                          | Kirche (mit Ausstattung), Kirchhof mit Einfriedungsmauer und Grabmal          | Beerendorfer Anger (Karte)    | Im Kern 2. Hälfte 13. Jahrhundert; Umbau 2. Hälfte 15. Jahrhundert | Romanische Saalkirche mit mächtigem Querwestturm und spätgotischem Chor, baugeschichtlich, ortsbildprägend und ortshistorisch von Bedeutung. - Kirche: verputzter Bruchsteinbau mit Strebepfeilern und Rundbogenfenstern, Chor aus Backstein mit dreiseitigem Schluss, Saal und Chor weisen umlaufendes, kräftig profiliertes Dachgesims aus Backstein auf, im Süden spitzbogiges Sandsteinportal, flankiert von figürlichen Hochreliefs (rechts Maria mit dem Kind, links das Christuskind zwischen Johannes den Täufer und Maria, Anfang 14. Jahrhundert), im Inneren farbig gefasste, flache Kassettendecke (Anfang 17. Jahrhundert), im Norden eingeschossige Holzempore auf Kandelabersäulen (1600), Empore über dem Altar mit vorkragender Deckenbrüstung (um 1700), über dem tonnengewölbten Turmerdgeschoss, Patronatsloge, Altaraufsatz der Neorenaissance von 1889, mit gotischen Schutzfiguren in Muschelnischen (große Majestasdomini, um 1460), einfache Holzkanzel mit Beschlagwerk (um 1600), romanische Sandsteintaufe, Orgel von Rühlmann aus Zörbig (1900), im Chor Sakramentsnische mit rosettengeschmücktem Wimperg und Kreuzblume (2. Hälfte 15. Jahrhundert), auf dem Plan eingezeichneter Anbau am Turm ist nicht mehr vorhanden - Friedhofsmauer in rotem Klinker - Grabmal: auf quadratischem Grundriss, Sandstein in neogotischer Gestaltung mit Krabbenbesatz und Dreipass, Bekrönung fehlt, teilweise beschädigt, leicht verwittert | 09257073 |
| Direkt Bild zu diesem Denkmal hochladen | Wohnhaus und Toranlage (Torpfeiler und Pforte) eines ehemaligen Vierseithofes | Beerendorfer Anger 36 (Karte) | 1892 (Bauernhaus); bezeichnet mit 1892 (Torbogen)                  | Qualitätvoller gründerzeitlicher Klinkerbau, markante Lage in unmittelbarer Nähe zur Kirche, baugeschichtlich von Bedeutung. Zweigeschossig, Bruchsteinsockel, Mittelrisalit, hervortretende Gesimse, Bänder, Traufkonsolengesims, künstlerisch hervorgehoben durch unterschiedliche Farbigkeit der Klinkersteine, Tor original mit Pfeiler und Torbogen, neues Dach und Fenster. | 09257281 |
| Direkt Bild zu diesem Denkmal hochladen | Seitengebäude und Scheune eines Bauernhofes                                   | Beerendorfer Anger 38 (Karte) | 19. Jahrhundert                                                    | Gut erhaltene Bauten, charakteristisch für den alten Dorfkern mit straßenraumprägendem Stallscheunengiebel, baugeschichtlich und wirtschaftsgeschichtlich von Bedeutung. - Stall: gelber Klinkerbau mit Klinkergliederung auf Bruchsteinsockel, Speicherluke am Giebel mit geradem Abschluss und Zwillingsfenstern, Lisenen und deutschem Band, Satteldach - Scheune: Lehmwellerbau mit hohem Satteldach, an der Hofseite Rolltor (nicht genau einsehbar), weiteres Seitengebäude nicht einsehbar (Wohnhaus kein Denkmal, zu stark verändert) | 09257283 |
| Direkt Bild zu diesem Denkmal hochladen | Wohnhaus und Toranlage (Torbogen und Pforte) eines ehemaligen Vierseithofes   | Beerendorfer Anger 40 (Karte) | 1832 (Bauernhaus); bezeichnet mit 1832 (Toranlage)                 | Wohnhaus zweigeschossiger Lehmbau, typisches Beispiel für die ursprüngliche Dorfbebauung mit baugeschichtlicher Bedeutung. - Wohnhaus: zweigeschossig, in Lehmwellerbauweise, verputzt, Fenster und Sohlbänke neu, Krüppelwalmdach, innere Bausubstanz original, giebelständiges Seitengebäude neu verputzt, mit originalen Fenstern, Krüppelwalmdach - Scheune: Lehmwellerbau mit steilem Dach (nicht genau einsehbar), Seitengebäude und Scheune vor 2014 abgebrochen | 09257277 |

## Tabellenlegende
- Bild: Bild des Kulturdenkmals, ggf. zusätzlich mit einem Link zu weiteren Fotos des Kulturdenkmals im Medienarchiv Wikimedia Commons. Wenn man auf das Kamerasymbol klickt, können Fotos zu Kulturdenkmalen aus dieser Liste hochgeladen werden:
- Bezeichnung: Denkmalgeschützte Objekte und ggf. Bauwerksname des Kulturdenkmals
- Lage: Straßenname und Hausnummer oder Flurstücknummer des Kulturdenkmals. Die Grundsortierung der Liste erfolgt nach dieser Adresse. Der Link (Karte) führt zu verschiedenen Kartendiensten mit der Position des Kulturdenkmals. Fehlt dieser Link, wurden die Koordinaten noch nicht eingetragen. Sind diese bekannt, können sie über ein Tool mit einer Kartenansicht einfach nachgetragen werden. In dieser Kartenansicht sind Kulturdenkmale ohne Koordinaten mit einem roten bzw. orangen Marker dargestellt und können durch Verschieben auf die richtige Position in der Karte mit Koordinaten versehen werden. Kulturdenkmale ohne Bild sind an einem blauen bzw. roten Marker erkennbar.
- Datierung: Baubeginn, Fertigstellung, Datum der Erstnennung oder grobe zeitliche Einordnung entsprechend des Eintrags in der sächsischen Denkmaldatenbank
- Beschreibung: Kurzcharakteristik des Kulturdenkmals entsprechend des Eintrags in der sächsischen Denkmaldatenbank, ggf. ergänzt durch die dort nur selten veröffentlichten Erfassungstexte oder zusätzliche Informationen
- ID: Vom Landesamt für Denkmalpflege Sachsen vergebene, das Kulturdenkmal eindeutig identifizierende Objekt-Nummer. Der Link führt zum PDF-Denkmaldokument des Landesamtes für Denkmalpflege Sachsen. Bei ehemaligen Kulturdenkmalen können die Objektnummern unbekannt sein und deshalb fehlen bzw. die Links von aus der Datenbank entfernten Objektnummern ins Leere führen. Ein ggf. vorhandenes Icon  führt zu den Angaben des Kulturdenkmals bei Wikidata.